# Hyatt M. Gibbs
Hyatt Mcdonald Gibbs (* 6. August 1938 in Hendersonville, North Carolina; † 3. September 2012 in Frankreich) war ein US-amerikanischer Physiker, der sich mit nichtlinearer Optik, Halbleiter-Photonik und Laserspektroskopie befasste.
Gibbs studierte an der North Carolina State University mit Bachelor-Abschlüssen als Elektrotechniker und Physikingenieur 1960 und wurde 1965 an der University of California, Berkeley, in Physik promoviert. Danach war er dort zwei Jahre Acting Assistant Professor, bevor er ab 1967 zu den Bell Laboratories in Berkeley Heights (New Jersey) ging, wo er bis 1980 blieb. 1975/76 war er Austauschwissenschaftler an den Philips-Forschungslaboratorien in Eindhoven und 1978/79 Gastprofessor an der Princeton University. Ab 1980 war er Professor für Optik an der University of Arizona (Optical Science Center, heute College of Optical Sciences). 2011 emeritierte er. Er starb an den Folgen einer Krebserkrankung.
Von 1984 bis 1991 war er Direktor der von ihm gegründeten Optical Circuitry Corporation, die sich mit optischer Datenverarbeitung befasste. Sein Nachfolger als Direktor wurde sein Kollege Nasser Peyghambarian (ebenfalls Professor an der University of Arizona).
Gibbs ist Autor eines Buchs über optische Bistabilität (wichtig für optische Computer). Zuletzt befasste er sich mit Nanooptik und seine Gruppe zeigte als Erste die Kopplung von Hohlraum-Quantenelektrodynamik-Moden (cavity QED mode) an einzelne Quantenpunkte. 1983 erhielt er die Albert A. Michelson Medal und 1998 den Humboldt-Forschungspreis. Er war Fellow der American Physical Society und der American Association for the Advancement of Science. Er war Senior Member des IEEE. 2012 wurde der Asteroid (221628) Hyatt nach ihm benannt.
Er war zweimal verheiratet. Aus erster Ehe hatte er einen Sohn (Alex R. Gibbs, nach dem der Asteroid (14220) Alexgibbs benannt ist) und eine Tochter. In zweiter Ehe war er mit der Physikerin Galina Khitrova (Professorin an der University of Arizona) verheiratet, mit der er auch zusammenarbeitete.

## Schriften
- Optical Bistability: controlling light with light. Academic Press 1985.
- Herausgeber mit Galina Khritova, Nasser Peyghambaria: Nonlinear Photonics. Springer, 1990/2012.
- Herausgeber mit Paul Mandel, Nasser Peyghambarian, S. Desmond Smith: Optical Bistability III. Springer, 1986.